# Seeschlacht von Sluis
Die Seeschlacht von Sluis (englisch Battle of Sluys, französisch Bataille de l’Ecluse) am 24. Juni 1340 im Zwin vor Sluis war die erste große direkte Konfrontation zwischen dem Königreich England und dem Königreich Frankreich während des Hundertjährigen Krieges.
Der englische König Edward III. plante, eine Invasionsarmee in Flandern anzulanden, um seine in schwere Bedrängnis geratenen flämischen Alliierten gegen einen zeitgleich stattfindenden französischen Angriff zu Land zu unterstützen. Der französische König Philipp VI. ließ zur Abwehr der englischen Invasionsarmee eiligst alle verfügbaren Schiffe aus den französischen Häfen der Kanalküste zusammenziehen. Unter Ausnutzung günstiger Bedingungen gelang den Engländern ein erster wichtiger Sieg, der die französische Dominanz im Ärmelkanal endgültig brach und die Bedrohung der Nordostgrenze Frankreichs enorm verstärkte. Die Auseinandersetzung vor Sluis war eine der zwei Seeschlachten, die Edward III. persönlich kommandierte (die andere war die Seeschlacht von Winchelsea oder „Les Espagnols sur Mer“).

## Vorbereitungen zur Schlacht
Die französische Flotte traf am 8. Juni an der Schelde-Mündung ein, plünderte zunächst die Insel Cadzand und begab sich dann in Wartestellung, wobei sie in den folgenden Tagen noch durch elf weitere kastilische und zu Frankreich loyale flämische Schiffe verstärkt wurde. Da ein Großteil der französischen Galeeren bei einem englischen Angriff Anfang des Jahres zerstört worden war, bestand die versammelte Flotte überwiegend aus Handelsschiffen, die nur sehr begrenzt für offensive Operationen geeignet waren. Die beiden Kommandanten der französischen Flotte, Nicolas Béhuchet und Hugues Quieret entschieden sich daher dafür, an Ort und Stelle auf das Eintreffen Edwards zu warten. Kurz vor dem Kampf sollten sich die französischen Schiffe wie eine Barriere im Zwin aufbauen und die Einfahrt der Engländer blockieren. Aufgrund verschiedener Verzögerungen konnte die englische Flotte erst am 20. Juni 1340 in der Mündung des Orwell vor Ipswich versammelt werden. Am 22. passierte diese Harwich und traf schließlich am 23. Juni vor der flämischen Küste ein.
Sobald die Engländer in Sicht kamen, wurde auf der französischen Flotte Kriegsrat gehalten. Pietro Barbavera, der Kommandant der genuesischen Söldnergaleeren, verwies auf den für die Engländer günstigen Wind und forderte wiederholt einen sofortigen Angriff der zahlenmäßig überlegenen französischen Flotte. Die beiden Admiräle Béhuchet und Quieret hielten aber an ihrer Blockadestrategie fest. Die französischen Schiffe wurden schließlich in drei Linien über die ganze Breite des Zwin angeordnet, wobei die größten Schiffe die erste Reihe bildeten. Unter den vordersten Schiffen befanden sich auch die zwei Jahre zuvor im Seegefecht von Arnemuiden gekaperten englischen, sehr großen Schiffe »Cog Edward« und »Christopher«. Alle Schiffe einer Linie wurden mit langen Eisenketten verbunden, um ein Hindurchschlüpfen der Engländer zu verhindern.
Die englische Flotte ging zunächst bei Blankenberge vor Anker, auch dort wurde ein Kriegsrat gehalten. Man kam überein, zunächst einen kleinen Aufklärungstrupp an Land abzusetzen, um die französische Flotte aus größerer Nähe inspizieren zu können. Nach der Rückkehr und dem Report des Trupps wurde beschlossen, mit einem Angriff bis zum nächsten Tag zu warten, wenn die günstigen Winde noch durch die in die Schelde-Mündung drückende Tide unterstützt würde.
Die den Zwin umgebenden Küsten waren mittlerweile mit tausenden, zum Teil bewaffneten Schaulustigen bevölkert, die die bevorstehende Schlacht beobachten wollten.

## Schlachtverlauf
Am frühen Nachmittag des 23. Juni 1340 begann die englische Flotte ihren Einlauf in den Zwin. Die Schiffe wurden dabei genau wie bei den Franzosen in drei Reihen formiert, wobei die größten Schiffe zuvorderst standen. Die durch Ketten verbundene Formation der Franzosen war seit dem Vortag in einige Unordnung geraten. Eine leichte Strömung hatte die Schiffe ostwärts auf die Insel Cadzand zugetrieben, vor der sie schließlich alle Bordwand an Bordwand in drei Reihen nebeneinander lagen. Als die Franzosen den bevorstehenden Angriff der Engländer bemerkten, wurden die Ketten zwischen den Schiffen eiligst gelöst und versucht, die auseinander gezogene Linienformation vom Vortag wieder über die ganze Breite des Zwin einzunehmen. Dieses Vorhaben scheiterte in der Kürze der Zeit und bald geriet die französische Flotte in einige Unordnung. Ein Schiff der ersten Reihe, die »Riche de Leure« wurde dabei zu weit nach Norden gesteuert und geriet vereinzelt als erstes in die anlaufende englische Flotte.
Wie in mittelalterlichen Seeschlachten üblich, wurden die folgenden Kämpfe vor allem im direkten Nahkampf zwischen den Besatzungen ausgetragen. Mit Hilfe von Enterhaken und Wurfseilen versuchte man, das feindliche Schiff einzufangen, am eigenen Schiff zu vertäuen, um es dann zu erstürmen. Einige wenige Kriegsschiffe verfügten auch über an Bord montierte Ballisten und Steinschleudermaschinen, welche zumeist aber nur wenig Schaden anrichteten und vor allem eine psychologische Wirkung hatten. Die an Bord der Schiffe befindlichen Bogen- und Armbrustschützen wurden zumeist in den Masten oder anderen Aufbauten postiert – zum Teil auf extra für diesen Zweck angebrachten Plattformen – um den Gegner von oben mit Geschossen einzudecken.
Die Kämpfe wurden mit sehr großer Härte geführt und dauerten von etwa 15 Uhr am Nachmittag bis mitunter weit in die Nacht hinein. Auch wenn die englische Flotte an Mannschaften und Schiffen in der Unterzahl war, setzte sie sich in den Nahkämpfen bald durch. Zum Teil lag dies daran, dass die englischen Langbogenschützen schneller und zielgenauer schossen als die Armbrustschützen der französischen Flotte. Zum anderen führten die englischen Schiffe die für Flandern vorgesehene Invasionsarmee mit, die den überwiegend mit Matrosen aus der Normandie besetzten Schiffen der Franzosen an Ausbildung und Ausrüstung deutlich überlegen waren. Die Tatsache, dass die englische Flotte zum größten Teil aus Handelsschiffen bestand und nur wenige tatsächliche Kriegsschiffe umfasste, war für die Schlacht selbst unerheblich, da die Franzosen einen fixen Punkt verteidigten und Schnelligkeit sowie Manövrierfähigkeit der Schiffe daher kaum ins Gewicht fiel.
Etwa um 19 Uhr war die erste Linie der französischen Flotte niedergekämpft und die englische Flotte schob sich weiter auf die zweite Linie zu. Nun waren die Engländer in einem eindeutigen Vorteil, da sie keines der in ihrer ersten Reihe stehenden großen Schiffe verloren hatten und nun vor allem auf die kleineren französischen Einheiten trafen. Zudem hatten sie mittlerweile die Sonne im Rücken, was die französischen Armbrustschützen zusätzlich benachteiligte. Bei Einbruch der Dunkelheit brachen die verbliebenen französischen Linien auseinander und die Schlacht zerstreute sich in viele kleine Scharmützel über den ganzen Zwin verteilt. Als sich der Ausgang der Schlacht am frühen Abend in aller Deutlichkeit abzuzeichnen begann, griffen die an den Uferrändern zuschauenden Flamen in das Geschehen ein. In kleinen Gruppen bewachten sie das Ufer oder bemannten kleine Ruderboote und erschlugen alle Franzosen, derer sie habhaft werden konnten.
Etwa um 22 Uhr flauten die Kämpfe zusehends ab und die wenigen verbliebenen französischen Schiffe wandten sich zur Flucht. Lediglich die aus Dieppe stammende »Saint-Jame« und ein aus Sandwich stammendes Schiff waren so ineinander verstrickt, dass sie sich nicht lösen konnten und die Kämpfe bis zum Morgengrauen weitergeführt wurden. Insgesamt 23 französischen Schiffen gelang es, dem Gemetzel zu entfliehen, darunter die sechs Galeeren Barbaveras, die angesichts der drohenden Niederlage bereits am frühen Abend den Rückzug angetreten hatten, sowie vier der Ruderbarken, die in der hereinbrechenden Dunkelheit entkamen. Weitere 13 Schiffe konnten überraschend bei Morgengrauen in den Ärmelkanal entweichen. Eine von John Crabbe direkt am nächsten Morgen angesetzte Verfolgung der flüchtigen Schiffe blieb erfolglos.
Auf den zurückgebliebenen Schiffen wurde von den Engländern kein Pardon gewährt, alle Verletzten und in Gefangenschaft Geratenen wurden getötet. Die Flamen sorgten zusätzlich dafür, dass auch eine Flucht ins Wasser nahezu aussichtslos blieb. Unter den Toten waren auch die beiden Admiräle Quieret und Béhuchet. Quieret fiel im Kampf beim Sturm auf seinem Schiff, während Béhuchet lebendig aufgegriffen und dann auf Befehl von Edward – als Rache für die Seeschlacht von Arnemuiden – unverzüglich am Mast erhängt wurde.

## Folgen

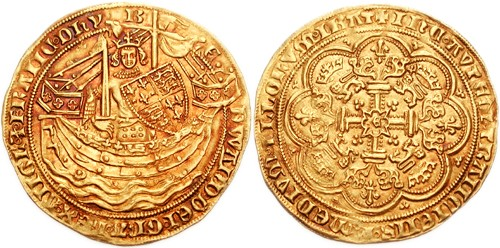
Englischer Goldflorentiner zur Erinnerung an die Seeschlacht. Randschrift: IHC TRANSIENS PER MEDIUM ILORUM IBAT (“Er [Jesus] aber schritt mitten durch die Menge hindurch und ging weg.”) Lukas 4:30.

Die Seeschlacht von Sluys war ein überragender Sieg der Engländer. Er verschaffte Edward einen dringend benötigten Sieg über die Franzosen, den seine flämischen Alliierten, aber auch die englische Bevölkerung von ihm erwartete. Durch die weitestgehende Vernichtung der französischen Kanalflotte war die Gefahr von größeren Überfällen auf die südenglische Küste für Jahrzehnte gebannt und auch der Handel zwischen England und Flandern konnte wieder ungehindert erfolgen. Die Anlandung der Invasionsarmee gab Edward zudem die Möglichkeit, in den folgenden Monaten auch zu Land den Druck auf Frankreich weiter zu erhöhen. Zur Erinnerung an seinen Sieg ließ er im Jahr 1344 eine Goldmünze, den sogenannten Nobel prägen, der sich bis Ende des 14. Jahrhunderts als Leitmünze im Nord- und Ostseehandel hielt.
Für Frankreich stellte das Ergebnis der Schlacht einen schweren Rückschlag dar. Nicht nur war der erst im Monat zuvor gegen Flandern angelaufene Feldzug durch die englischen Invasionstruppen akut gefährdet, sondern auch die strategische Bedrohung der Nordostgrenze erhielt damit eine neue Dimension. Der Verlust eines Großteils der Kanalflotte beraubte Frankreich zudem der Möglichkeit, zukünftigen Truppennachschub der Engländer effektiv zu unterbinden oder den englischen Wollhandel weiterhin massiv zu stören. Innenpolitisch wurde der aus bürgerlichen Kreisen stammende Béhuchet schnell zum Sündenbock für die Niederlage gemacht. In der Folge verstärkten sich ganz allgemein im französischen Adel die Ressentiments gegen hohe bürgerliche Repräsentanten der französischen Bürokratie, was zu der sich in den folgenden Jahrzehnten immer breiter werdenden Kluft zwischen Adel und Drittem Stand beitrug.